# Mud Lake (Idaho)
Mud Lake es una ciudad ubicada en el condado de Jefferson en el estado estadounidense de Idaho. En el Censo de 2010 tenía una población de 358 habitantes y una densidad poblacional de 842,83 personas por km².

## Geografía
Mud Lake se encuentra ubicada en las coordenadas 43°50′31″N 112°28′57″O / 43.84194, -112.48250. Según la Oficina del Censo de los Estados Unidos, Mud Lake tiene una superficie total de 0.42 km², de la cual 0.42 km² corresponden a tierra firme y (0%) 0 km² es agua.

## Demografía
Según el censo de 2010, había 358 personas residiendo en Mud Lake. La densidad de población era de 842,83 hab./km². De los 358 habitantes, Mud Lake estaba compuesto por el 63.41% blancos, el 0% eran afroamericanos, el 1.12% eran amerindios, el 0% eran asiáticos, el 0% eran isleños del Pacífico, el 32.4% eran de otras razas y el 3.07% pertenecían a dos o más razas. Del total de la población el 44.41% eran hispanos o latinos de cualquier raza.